# Zápas na Letních olympijských hrách 1976 – muži, volný styl do 52 kg
Zápas ve volném stylu ve váhové kategorii do 52 kg probíhal na Letních olympijských hrách 1976 v Montréalu, v multifunkční hale Maurice Richard Arena. O medaile se utkalo celkem 19 zápasníků.

## Turnajové výsledky
Za prohru zápasníci získávají záporné body. 6 bodů vyřazuje zápasníka z dalších bojů. Poté, co zbývají poslední tři borci, utkají se tito ve finálovém kole o medaile.
Legenda
- TF — Lopatkové vítězství
- IN — Vítězství pro soupeřovo zranění
- DQ — Vítězství pro soupeřovu pasivitu
- D1 — Vítězství pro soupeřovu pasivitu, vítěz taktéž napomínán
- D2 — Oba zápasníci diskvalifikováni pro pasivitu
- FF — Kontumační vítězství
- DNA — Soupeř nenastoupil
- TPP — Trestné body celkem
- MPP — Trestné body za zápas

Sankce
- 0 - Lopatkové vítězství, technická převaha, pro pasivitu, zranění soupeře, nenastoupení
- 0,5 - Výhra na body, 8-11 bodů rozdíl
- 1 - Výhra na body, 1-7 bodů rozdíl
- 2 - Výhra pro pasivitu, vítěz taktéž napomínán
- 3 - Prohra na body, 1-7 body rozdíl
- 3,5 - Prohra na body, 8-11 bodů rozdílu
- 4 - Prohra lopatková, technickou převahu, pro pasivitu, zranění, nenastoupení

### Kolo 1
| TPP | MPP |                         | Score     |                               | MPP | TPP |
| --- | --- | ----------------------- | --------- | ----------------------------- | --- | --- |
| 0   | 0   | Władysław Stecyk (POL)  | DQ / 8:30 | Jamsrangiin Mönkh-Ochir (MGL) | 4   | 4   |
| 0   | 0   | Júdži Takada (JPN)      | TF / 1:10 | Gordon Bertie (CAN)           | 4   | 4   |
| 3   | 3   | Kamil Özdağ (TUR)       | 6 - 8     | Nermedin Selimov (BUL)        | 1   | 1   |
| 4   | 4   | Eloy Abreu (CUB)        | DQ / 7:47 | Alexandr Ivanov (URS)         | 0   | 0   |
| 0.5 | 0.5 | James Haines (USA)      | 13 - 3    | Constantin Măndilă (ROU)      | 3.5 | 3.5 |
| 1   | 1   | Li Bong-Sun (PRK)       | 21 - 16   | Diego Lo Brutto (FRA)         | 3   | 3   |
| 4   | 4   | Fritz Niebler (FRG)     | TF / 5:55 | Henrik Gál (HUN)              | 0   | 0   |
| 4   | 4   | Habib Fattahi (IRI)     | TF / 8:55 | Čon He-sop (KOR)              | 0   | 0   |
| 0   | 0   | Giuseppe Bognanni (ITA) | TF / 4:59 | Emille Kitnurse (ISV)         | 4   | 4   |
| 0   |     | Julien Mewis (BEL)      |           | Bye                           |     |     |

### Kolo 2
| TPP | MPP |                               | Score     |                          | MPP | TPP |
| --- | --- | ----------------------------- | --------- | ------------------------ | --- | --- |
| 4   | 4   | Julien Mewis (BEL)            | TF / 1:26 | Władysław Stecyk (POL)   | 0   | 0   |
| 0   | 0   | Júdži Takada (JPN)            | TF / 1:15 | Kamil Özdağ (TUR)        | 4   | 7   |
| 7.5 | 3.5 | Gordon Bertie (CAN)           | 3 - 11    | Nermedin Selimov (BUL)   | 0.5 | 1.5 |
| 5   | 1   | Eloy Abreu (CUB)              | 13 - 12   | James Haines (USA)       | 3   | 3.5 |
| 0   | 0   | Alexandr Ivanov (URS)         | 22 - 4    | Constantin Măndilă (ROU) | 4   | 7.5 |
| 1   | 0   | Li Bong-Sun (PRK)             | TF / 4:58 | Fritz Niebler (FRG)      | 4   | 8   |
| 7   | 4   | Diego Lo Brutto (FRA)         | TF / 7:29 | Henrik Gál (HUN)         | 0   | 0   |
| 4   | 0   | Habib Fattahi (IRI)           | 24 - 2    | Giuseppe Bognanni (ITA)  | 4   | 4   |
| 0   | 0   | Čon He-sop (KOR)              | TF / 1:30 | Emille Kitnurse (ISV)    | 4   | 8   |
| 4   |     | Jamsrangiin Mönkh-Ochir (MGL) |           | DNA                      |     |     |

### Kolo 3
| TPP | MPP |                        | Score     |                         | MPP | TPP |
| --- | --- | ---------------------- | --------- | ----------------------- | --- | --- |
| 8   | 4   | Julien Mewis (BEL)     | TF / 1:16 | Júdži Takada (JPN)      | 0   | 0   |
| 1   | 1   | Władysław Stecyk (POL) | 11 - 8    | Nermedin Selimov (BUL)  | 3   | 4.5 |
| 6   | 1   | Eloy Abreu (CUB)       | 16 - 12   | Li Bong-Sun (PRK)       | 3   | 4   |
| 0.5 | 0.5 | Alexandr Ivanov (URS)  | 18 - 10   | James Haines (USA)      | 3.5 | 7   |
| 0   | 0   | Henrik Gál (HUN)       | TF / 5:04 | Habib Fattahi (IRI)     | 4   | 8   |
| 0   | 0   | Čon He-sop (KOR)       | TF / 2:16 | Giuseppe Bognanni (ITA) | 4   | 8   |

### Kolo 4
| TPP | MPP |                        | Score     |                    | MPP | TPP |
| --- | --- | ---------------------- | --------- | ------------------ | --- | --- |
| 5   | 4   | Władysław Stecyk (POL) | TF / 5:39 | Júdži Takada (JPN) | 0   | 0   |
| 5.5 | 1   | Nermedin Selimov (BUL) | 9 - 9     | Eloy Abreu (CUB)   | 3   | 9   |
| 1.5 | 1   | Alexandr Ivanov (URS)  | 22 - 19   | Li Bong-Sun (PRK)  | 3   | 7   |
| 3   | 3   | Henrik Gál (HUN)       | 8 - 15    | Čon He-sop (KOR)   | 1   | 1   |

### Kolo 5
| TPP | MPP |                        | Score     |                       | MPP | TPP |
| --- | --- | ---------------------- | --------- | --------------------- | --- | --- |
| 9   | 4   | Władysław Stecyk (POL) | 5 - 26    | Alexander Ivanv (URS) | 0   | 1.5 |
| 0   | 0   | Júdži Takada (JPN)     | TF / 1:54 | Henrik Gál (HUN)      | 4   | 7   |
| 8.5 | 3   | Nermedin Selimov (BUL) | 3 - 10    | Čon He-sop (KOR)      | 1   | 2   |

### Finále
Výsledky z předchozích kol se započítávají do finále (žlutě zvýrazněno)
| TPP | MPP |                       | Score     |                       | MPP | TPP |
| --- | --- | --------------------- | --------- | --------------------- | --- | --- |
|     | 0.5 | Júdži Takada (JPN)    | 20 - 11   | Alexandr Ivanov (URS) | 3.5 |     |
|     | 4   | Čon He-sop (KOR)      | TF / 1:46 | Júdži Takada (JPN)    | 0   | 0.5 |
| 3.5 | 0   | Alexandr Ivanov (URS) | TF / 2:53 | Čon He-sop (KOR)      | 4   | 8   |

## Finálové pořadí
1. Júdži Takada (JPN)
2. Alexandr Ivanov (URS)
3. Čon He-sop (KOR)
4. Henrik Gál (HUN)
5. Nermedin Selimov (BUL)
6. Władysław Stecyk (POL)
7. Li Bong-Sun (PRK)
8. Eloy Abreu (CUB)